# 아프리카 횡단 정책

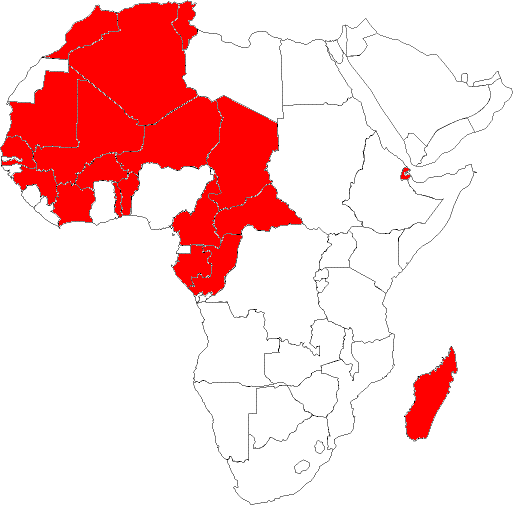
프랑스 아프리카 식민지

19세기 프랑스의 대 아프리카 정책에 대해 설명한다.
아프리카 횡단을 통해 홍해로의 진출을 구상했다.프랑스는 알제리와 마다가스카르를 이어내는 횡단 정책을 열었다. 프랑스는 알제리 점령(1830), 튀니지의 보호국화(1831), 이집트와 수단으로의 진출시도, 아프리카 횡단철도 건설 등의 과정을 통해 아프리카 횡단 정책을 시도했다. 이에 반해 아프리카를 종단하려는 영국의 종단정책과 정면으로 충돌한 것이 파쇼다 사건이다. 프랑스가 이내 먼저 파쇼다에 도착하여 자국의 국기를 개양하자 영국이 철수를 명령하였고, 이 사건이 파쇼다 사건이다. 그러나 이내 프랑스의 양보로 손쉽게 해결되었다.